# Čačamga
Il Čačamga (in russo Чачамга?; in lingua selcupa: Чаччам Кы) è un fiume della Russia siberiana occidentale, affluente di sinistra del Ket'. Scorre nel Pervomajskij e nel Verchneketskij rajon dell'Oblast' di Tomsk.
Il fiume ha origine nello spartiacque Ket'-Čulym e scorre dapprima con direzione settentrionale, poi occidentale in una zona paludosa; sfocia nel basso corso del Ket' a 489 km dalla foce. Il fiume ha una lunghezza di 181 km; il suo bacino è di 2 720 km². Il maggior affluente, proveniente dalla sinistra idrografica, è l'Inguzet (125 km).